# Францкевич-Радзиминский, Николай
Николай Францкевич-Радзиминский герба Бродзиц (пол. Mikołaj Frąckiewicz-Radzimiński, бел. Мікалай Францкевіч-Радзімінскі; ок. 1585 — ок. 1630) — государственный и военный деятель Великого княжества Литовского, хорунжий надворный литовский в 1611—1613 годах, маршалок Трибунала Великого княжества Литовского в 1620 году, староста мстиславский с 1613 года, василишский и радомльский. Принимал участие в Ливонской войне. Его отцом был Михаил Францкевич-Радзиминский.